# Sportwelt Verlag
Der Sportwelt Verlag ist ein deutscher Fachverlag für Sportliteratur. Themenschwerpunkt sind Trainingsbücher für Triathlon mit den Disziplinen Schwimmen, Radfahren und Laufen. Das Verlagskonzept besteht darin, Ausdauersportlern durch fundiertes Wissen zu höherem Trainingserfolg zu verhelfen. Sitz des Unternehmens ist in Frankfurt am Main.

## Geschichte
Der Sportwelt Verlag wurde 2006 von Nicole Luzar zunächst mit Sitz in Betzenstein als Fachverlag für Bücher rund um den Sport gegründet. Das Verlagsprogramm startete zunächst mit der Übersetzung eines englischen Fachbuches, auf das die Verlagsgründerin bei der eigenen Vorbereitung auf einen Marathon gestoßen war. Sie erwarb die Lizenz für die Übersetzung des Buches. 2007 sind die ersten Trainingssachbücher über mentales Training, Schwimmtraining und Lauftraining für Triathleten erschienen. Die Bücher zur Leistungssteigerung behandeln neben effizienterem Training für Triathleten, Schwimmer, Läufer, Radsportler und Ultrasportler, auch eine möglichst gesunde, leistungsfördernde Ernährung nach dem Steinzeitprinzip, auch Paläo-Prinzip oder Steinzeiternährung genannt. Das Verlagsprogramm wird ergänzt durch autobiografische Lebens- und Sportberichte sowie ernste Themen wie Depressionen im Sport. Mittlerweile ist das Verlagsprogramm unterteilt in die Sparten:
- Sachbücher mit den Schwerpunkten: Triathlon, Schwimmen, Laufen, Radfahren, Ultramarathon, Ultratriathlon & Extremsport
- Unterhaltung
- Gesundheit & Ernährung
- E-Books

Im Juli 2019 wurde der Verlag von Iris Hadbawnik übernommen und hat seitdem seinen Unternehmenssitz in Frankfurt am Main.

## Veröffentlichungen (Auswahl)
Sportwelt Verlag, Betzenstein:
- Jim Taylor, Terri Schneider: Mentales Training für Triathleten und alle Ausdauersportler. 2007, ISBN 978-3-9811428-0-8 (englisch, Originaltitel: The triathlete’s guide to mental training. 2005. Übersetzt von Ariane Katibei).
- Loren Cordain, Joe Friel: Das Paläo-Prinzip der gesunden Ernährung im Ausdauersport. 2009, ISBN 978-3-941297-00-5.
- Frank Lauenroth: Boston Run – Der Marathon-Thriller. 2012, ISBN 978-3-941297-21-0 (Zunächst als E-Book und später auch als Hörbuch erschienen, gesprochen von Johannes Steck).
- Patrick N. Kraft: Mein Weg aus der Depression wieso ein erfolgreicher Familienvater, Sportler und Banker plötzlich an Selbstmord dachte. 2012 ISBN 978-3-941297-17-3.
- Roy Hinnen: Triathlon Total: Dein Weg zur neuen Bestzeit. 2015, ISBN 978-3-941297-32-6.

Sportwelt Verlag, Frankfurt am Main:
- Dirk Leonhardt: Vieles scheint unmöglich - bis du es schaffst! Triathlon-Weltrekord in 45 Tagen. 2021. ISBN 978-3-941297-51-7.
- Frank-Martin Belz: Challenge Ironman: Auf der Suche nach Sinn. 2021, ISBN 978-3-941297-49-4.
- Roy Hinnen: 100 % Triathlon: 100 Fragen aus 20 Jahren Coaching. 2020, ISBN 978-3-941297-47-0.
- Roy Hinnen: Triathlon Total: Dein Weg zur neuen Bestzeit. 4. Auflage 2020, ISBN 978-3-941297-32-6.
- Iris Hadbawnik: Laufen lieben lernen: Wie du den richtigen Einstieg findest, um die „Leidenschaft Laufen“ für dich zu entdecken. 2020, ISBN 978-3-941297-45-6.
- Helmut Linzbichler: Abenteuer Unlimited: Mein Leben im Grenzbereich. Sportwelt Verlag, Frankfurt 2019, ISBN 978-3-941297-44-9.